# Ditaxis acaulis
Ditaxis acaulis är en törelväxtart som beskrevs av Wilhelm Franz Herter och José Arechavaleta. Ditaxis acaulis ingår i släktet Ditaxis och familjen törelväxter. Inga underarter finns listade i Catalogue of Life.